# 韋斯·拉姆齊
韋斯·拉姆齊（英語：Wes Ramsey；1977年10月6日—）是一位美國演員。他出演過的主要電影作品是遇見好男孩。拉姆齊曾經就讀於茱莉亞學院。

## 外部連結
- Wes Ramsey.com （页面存档备份，存于） - Official Website
- 韋斯·拉姆齊在互联网电影资料库（IMDb）上的資料（英文）